# Números de teléfono especiales
Los números de teléfono más habituales son los utilizados para llamar a particulares o empresas, pero hay números especiales que ofrecen servicios de emergencia, permiten una llamada gratuita o compartida con el titular del número, etc.

Los números pueden variar entre países por lo que en este artículo van separados por países. Aunque algunos tiene un ámbito más amplio como el 112 de emergencias que es de ámbito europeo.

Clasificación de números especiales:
- Números de teléfono de emergencias
- Números de teléfono de información
- Números de teléfono de tarificación adicional
- Números de teléfono de tarificación especial